# 바오봉다
바오봉다(Báo Bóng đá)는 베트남 축구협회의 공식 기관으로 축구에 관련된 소식을 전하는 매체다.